# Qazi Shibli
Qazi Shibli (Anantnag, Jammu i Caixmir, Índia, 1993) és un periodista caixmiri editor i cofundador de The Kashmiriyat, diari digital que cobreix notícies generals, polítiques i de drets humans de Jammu i Caixmir. Segons la revista Time, el desembre de 2019, Shibli es trobava en el cinquè lloc de les «10 amenaces més urgents a la llibertat de premsa».
El 27 de juliol del 2019, la policia de Jammu i Caixmir el va detenir a la comissaria de Saddar del districte d'Anantnag, després de ser interrogat en relació amb el seu article i posteriors tuits sobre el desplegament de noves tropes de seguretat a Jammu i Caixmir. Shibli va ser detingut en virtut de la Llei de seguretat pública recentment promulgada, que permetia al govern detenir qualsevol persona per sobre dels setze anys sense judici durant dos anys. El 5 d'agost, quan el govern indi va imposar una apagada dels mitjans de comunicació a Jammu i Caixmir i després que l'estat abolís les disposicions constitucionals que li atorgaven una autonomia especial, la família va perdre el contacte amb Shibli i no en va conèixer el parador fins al 8 d'agost, quan va ser acusat formalment d'activitat separatista. El 9 d'agost va ser traslladat a la presó del districte de Bareilly, a Uttar Pradesh, a més de 1.000 km de la seva ciutat natal. Al desembre, la revista Time va enumerar Shibli en el cinquè lloc de les «10 amenaces més urgents a la llibertat de premsa» i es preocupava per la seva salut. El Committee to Protect Journalists, una organització internacional que defensa els drets dels periodistes, també va informar sobre la detenció de Shibli i va realitzar una campanya en línia per a la retirada dels càrrecs contra ell. Finalment, al cap de nou mesos, el 13 d'abril de 2020, va ser alliberat.
El 30 de juliol, va ser citat de nou a la comissaria de policia cibernètica de Srinagar, des d'on l'endemà va ser traslladat a la comissaria de Shergarh. El 2 d'agost, persones d'arreu del món, procedents de diferents orígens, van portar a Twitter la seva condemna a la detenció de Shibli. Així i tot, l'endemà va ser traslladat a la Presó central de Srinagar. El mateix dia, el Grup Transpartidista sobre el Caixmir del Parlament Europeu i la Unió de Periodistes de l'Índia van publicar una declaració demanant l'alliberament de Qazi Shibli. Després de divuit dies, el 17 d'agost va ser alliberat.